# Silicon Fen

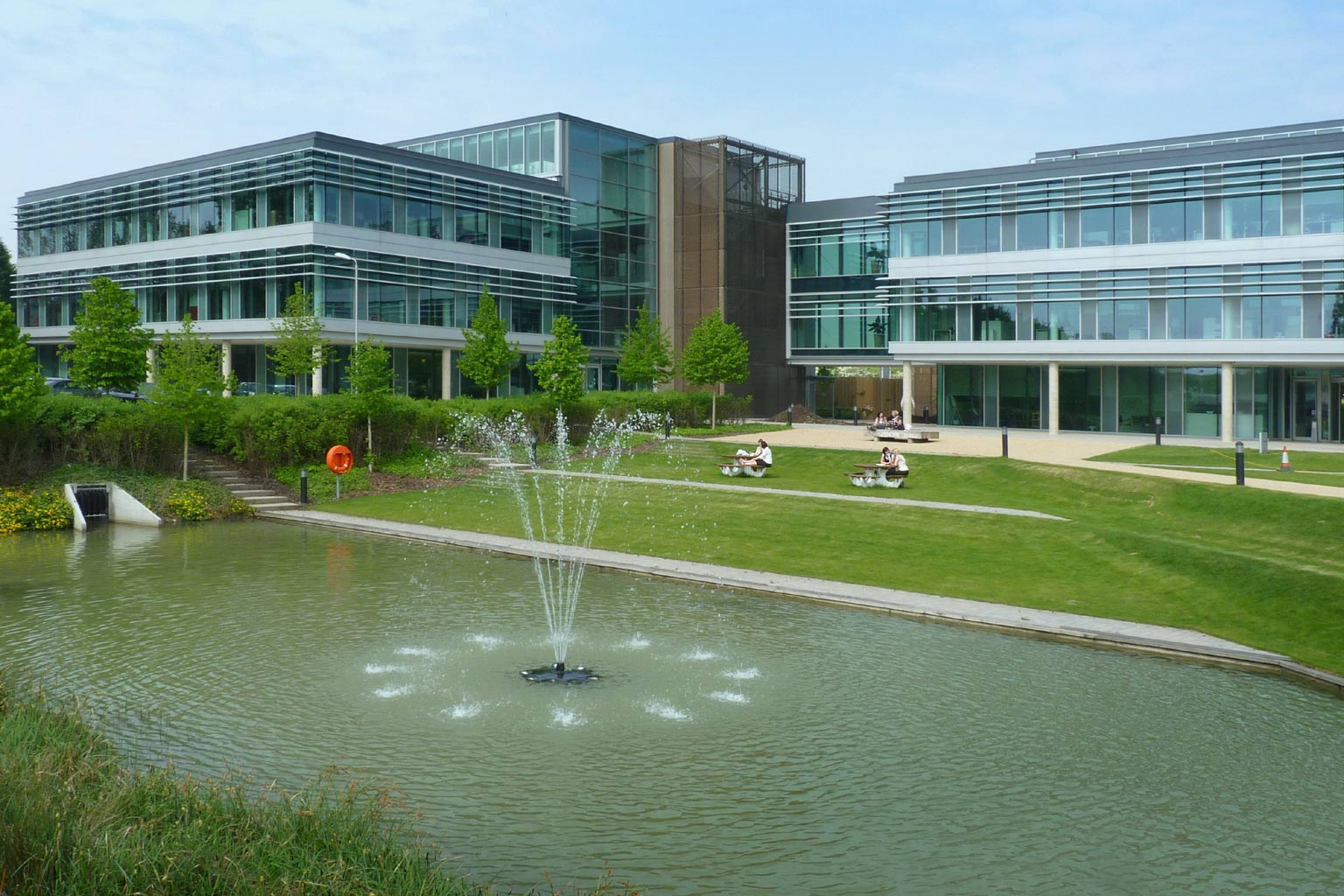
Une des entreprises au cœur du parc des sciences.

Silicon Fen (surnommée d'après les tourbières environnantes et la Silicon Valley) est le surnom d'un regroupement d'entreprises de pointe dans les domaines du logiciel, du savoir, de l'électronique et de la biotechnologie autour de Cambridge, au Royaume-Uni. Une grande partie de ces entreprises ont des connexions avec l'université de Cambridge et la région constitue un des technopôles majeurs de l'Europe.

## Histoire
Le début de cette ère remonte à la fondation d'un parc des sciences (Cambridge Science Park) en 1970, lancé par un des collèges de Cambridge (Trinity). Pour Cambridge, cette nouvelle ère marque la fin d'une politique traditionnelle de faible développement. 

## Caractéristique
La région se caractérise aujourd'hui par une foule de petites entreprises dans des secteurs tels que la conception assistée par ordinateur. Même si le nombre exact est difficile à préciser, on dénombrait entre 1 000 et 3 500 de ces entreprises, réparties sur une région définie par le code postal CB, l'indicatif 01223, ou même jusqu'aux villes environnantes d'Ély, Newmarket, Saffron Walden, Royston et Huntingdon. En février 2006, le Judge Business School (École de commerce Judge) estima qu'à ce temps-là il y avait environ 250 startup actives directement liées à l'université de Cambridge, dont la valeur atteignait six milliards de dollars américains. Seulement quelques-unes sont devenues des internationales : ARM, Autonomy Corporation et AVEVA sont les exemples les plus évidents, et plus récemment CSR, qui a vu une croissance rapide grâce à l'ardeur pour la technologie Bluetooth. 
On a trouvé en 2012 qu'une croissance plus importante était entravée par la concentration en recherche et développement, jumelée à une concurrence limitée dans la capacité de production et par suite, son coût élevé. 
La région est dotée d'un des marchés d'emploi les plus flexibles dans le secteur technique, où l'on se fait souvent embaucher par d'autres entreprises après l'échec d'une startup, bien que tout le monde veuille la réussite de son entreprise. Une des explications de la réussite régionale est que, après un certain temps, un tel marché d'emploi s'entretient. C'est-à-dire que Cambridge attire des connaisseurs, savants ou chercheurs parce qu'ils apprécient une région qui promet un avenir au-delà d'une seule entreprise. Deuxièmement, la réussite peut s'attribuer au haut degré de réseautage, qui rend des postes, du financement et du savoir-faire plus accessibles. Des organisations ont jailli pour faciliter ce processus, comme Cambridge Network.